# Eilandsraad (Nederlandse Antillen)
De Eilandsraad in de Nederlandse Antillen was een orgaan van gekozen volksvertegenwoordigers binnen een eilandgebied van de Nederlandse Antillen. De eilandsraadverkiezingen werden per eiland georganiseerd en gehouden. De Eilandsraad controleerde het Bestuurscollege bestaande uit een gezaghebber en meerdere gedeputeerden. Daarnaast kende de Nederlandse Antillen een dubbele bestuurslaag. De volksvertegenwoordiging op nationaal niveau was de Staten van de Nederlandse Antillen, waaraan de Raad van Ministers verantwoordingsplichtig was.

## 1951-1982
De eilanden Saba, Sint Eustatius en Sint Maarten vormden tezamen het eilandgebied Bovenwindse Eilanden met één eilandsraad, verdeeld in drie secties met elk 5 leden.
Vanaf 1951 ontvingen de raadsleden presentiegeld voor deelname aan raadsvergaderingen. De vergoeding per vergadering bedroeg f.5,-- voor Aruba en Curaçao en f.2,50 voor Bonaire en de Bovenwindse Eilanden. Een onderbroken vergadering of meerdere vergaderingen op een dag werd beschouwd als een vergadering. Ook vergoed werden de noodzakelijke kosten ter bijwoning van de vergadering, zoals vervoer naar een ander eiland en verblijf aldaar.
| Eilandsraad                           | Aantal leden |
| ------------------------------------- | ------------ |
| Aruba                                 | 21           |
| Bonaire                               | 9            |
| Curaçao                               | 21           |
| Bovenwindse Eilanden (Saba)           | 5            |
| Bovenwindse Eilanden (Sint Eustatius} | 5            |
| Bovenwindse Eilanden (Sint Maarten)   | 5            |

## 1983-1985
Gelijk Aruba, Bonaire en Curaçao verkregen Saba, Sint Eustatius en Sint Maarten ingaande 1 januari 1983 ieder de status van eilandgebied met een eigen eilandsraad, bestuurscollege en gezaghebber.
| Eilandsraad    | Aantal leden |
| -------------- | ------------ |
| Aruba          | 21           |
| Bonaire        | 9            |
| Curaçao        | 21           |
| Saba           | 5            |
| Sint Eustatius | 5            |
| Sint Maarten   | 11           |

## 1986 tot 10 oktober 2010
Ingaande 1 januari 1986 trad Aruba uit de Nederlandse Antillen en ging verder als derde land binnen het Koninkrijk der Nederlanden naast Nederland en de Nederlandse Antillen. De volksvertegenwoordiging heette hierna de "Staten van Aruba".
| Eilandsraad    | Aantal leden |
| -------------- | ------------ |
| Bonaire        | 9            |
| Curaçao        | 21           |
| Saba           | 5            |
| Sint Eustatius | 5            |
| Sint Maarten   | 11           |

## Vanaf 10 oktober 2010
Op 10 oktober 2010 werden de Nederlandse Antillen ontmanteld. Curaçao en Sint Maarten kregen de status van separate landen. De volksvertegenwoordiging heette in het vervolg "Staten van Curaçao" en "Staten van Sint Maarten". Bonaire, Saba en St. Eustatius werden als openbaar lichaam ieder een bijzondere gemeente van Nederland. Na 10 oktober 2010 bleef de volksvertegenwoordiging binnen de drie bijzondere gemeenten de naam "eilandsraad" behouden.